# Bixler High Private Eye
Bixler High Private Eye ist eine US-amerikanische Filmkomödie des Fernsehsenders Nickelodeon aus dem Jahr 2019. Der Fernsehfilm hatte am 21. Januar 2019 bei Nickelodeon Premiere. Die Hauptrollen spielen Jace Norman, Ariel Martin, Samiyah Womack und Ed Begley junior.

## Handlung
Xander DeWitt ist ein wissbegieriger Teenager, der gerne Rätsel löst. Xanders größtes Ziel ist es jedoch, seinen Vater zu finden, der vor drei Monaten verschwunden ist. Nachdem Xander sich nicht auf die Schule konzentrieren kann und Probleme mit der Polizei hat, beschließt seine Mutter, ihn nach Bixler zu schicken, wo er bei seinem Großvater lebt.
Dort geht er auf eine neue Schule und lernt die Schuljournalistin Kenzie Messina kennen, die die Schülerzeitung schreibt. Xander ist sich ziemlich sicher, dass sein Vater irgendwo in Bixler sein muss, aber um diesen Fall zu lösen, muss Xander lernen, mit einer Partnerin zu arbeiten.
Mit der Hilfe von Kenzie und seinem Großvater finden sie gemeinsam heraus, wer seinen Vater entführt hat.

## Synchronisation
Die deutschsprachige Synchronisation des Films übernahm die EuroSync in Berlin unter der Dialogregie von Janina Richter.
| Rolle          | Darsteller     | Synchronsprecher   |
| -------------- | -------------- | ------------------ |
| Xandett Dewitt | Jace Norman    | Nicolas Rathod     |
| Kenzie Messina | Ariel Martin   | Lisa May-Mitsching |
| Sheriff Mundy  | Mike C. Nelson | Peter Flechtner    |